# Elasmus viridiscutellatus
Elasmus viridiscutellatus is een vliesvleugelig insect uit de familie Eulophidae. De wetenschappelijke naam is voor het eerst geldig gepubliceerd in 2002 door Verma & Hayat.